# 刚果广场

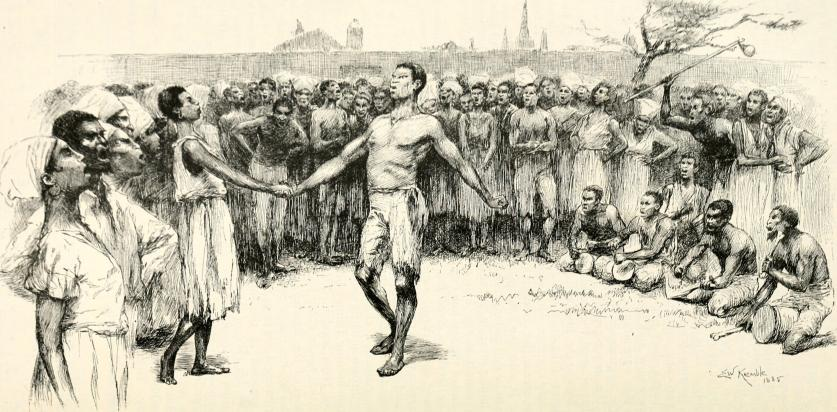
18世纪的黑人舞蹈

刚果广场（Congo Square）是新奥尔良的一个开放空间，位于Tremé区的路易斯·阿姆斯特朗公园内，与法国区隔壁垒街（Rampart Street）相望。Tremé区在美国黑人音乐历史中非常著名。
在18世纪，路易斯安那的法国和西班牙殖民时代，通常允许奴隶在周日不用工作。他们聚集在壁垒街后面的“刚果广场”，唱歌，跳舞，演奏音乐。